# 夹谷查剌
夹谷查剌（？—1172年），金朝将领，女真族。姓夹谷，隆州（今吉林农安）失撒古河人。工部尚书夹谷谢奴的儿子。
夹谷查剌容貌魁伟，通晓女真文、契丹文。天德元年（1149年），以功臣子充任护卫。天德二年（1150年），授武义将军，擢升为符宝郎，出任滦州刺史，改知平定军事。正隆六年（1161年），跟随完颜亮攻打南宋，为武威军副都总管。大定二年（1162年），金世宗任命他为景州刺史，升任同知京兆尹。向元帅左都监徒单合喜上言破敌之策，攻取德顺州。入朝为殿前右卫上将军，承袭其父猛安，改任左卫将军，升任右副点检。大定九年（1169年），出为东北路招讨使兼德昌军节度使。有治绩，边境得安。升任临潢尹兼本路兵马都总管，蕃部畏服。改任西北路招讨使，在任内去世。